# أسلي أردوغان
أسلي أردوغان (بالتركية: Aslı Erdoğan) هيَ كاتبة تركية حاصلة على جائِزة، وناشطة في مجال حقوق الإنسان، وهي كاتبة عمود في صَحيفة أوزغور غوندم التركية، وكاتبة عمود سابقة لصحيفة راديكال التركية، وقد نُشرت روايتها الثانية مع ترجمة إنجليزية.

## حياتها
وُلدت أسلي في مدينة إسطنبول، وتخرجت من كلية روبرت في عام 1983، وفي عام 1988 تخرجت من قسم هندسة الحاسوب من جامعة بوغازجي، وفي الفترة ما بين 1991 حتى 1993 عملت فيزيائية جسيمات في المنظمة الأوروبية للأبحاث النووية (سيرن)، حيثُ حصلت على درجة الماجستير في الفيزياء من جامعة بوغازجي نتيجة لبحث أجرته في سيرن، ثُم بدأت فيما بعد أبحاثاً للحصول على درجة الدكتوراة في الفيزياء في ريو دي جانيرو في البرازيل قبل عودتها إلى تركيا لتصبح كاتبة بدوام كامل في عام 1996.

## اعتقالها

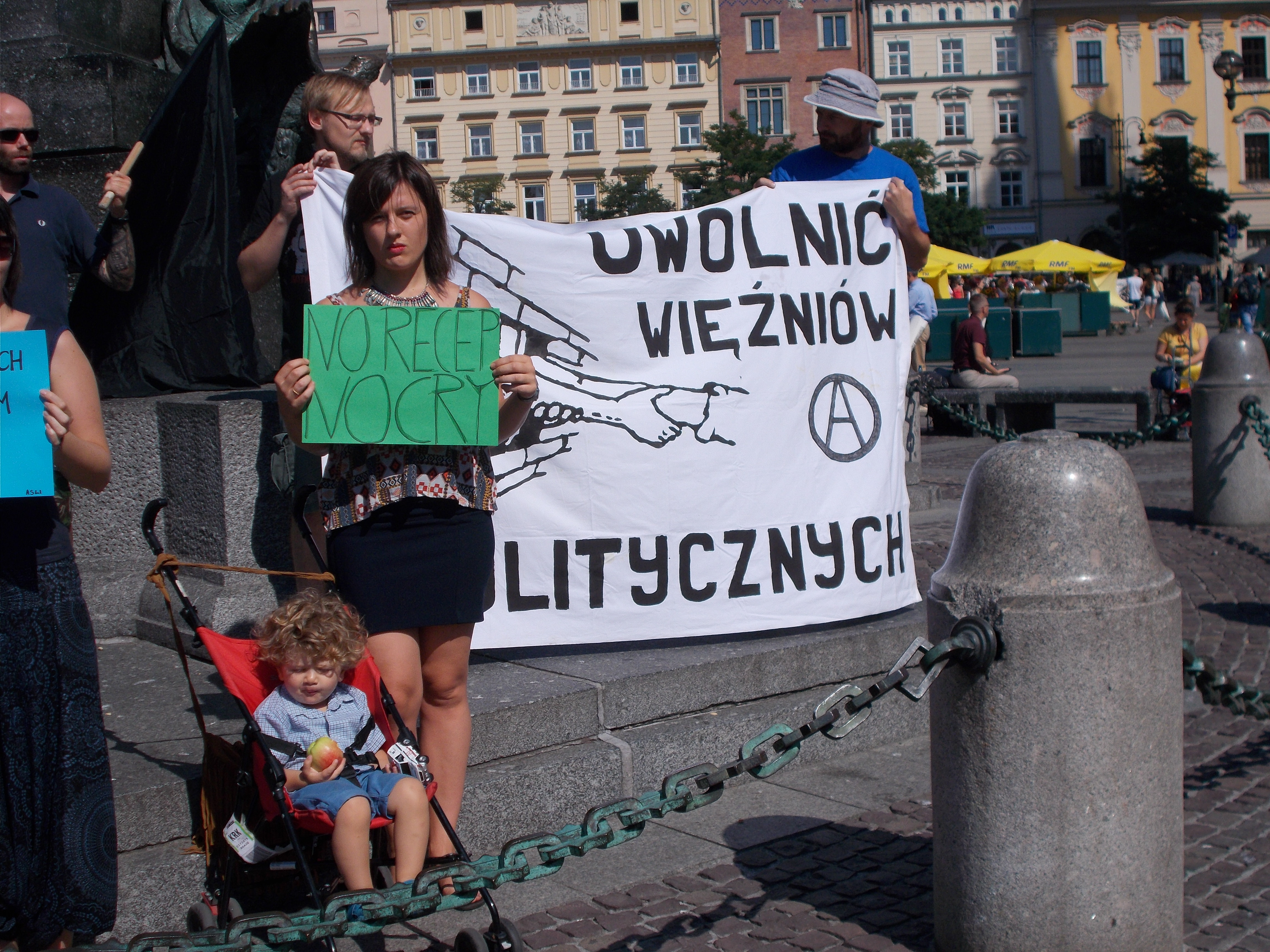
مظاهرة في كراكوف دفاعاً عن أصلي أردوغان والسجناء السياسيين الأتراك

في 16 أغسطس 2016 قامت الشُرطة بغارة على صحيفة أوزغور غوندم تم أثنائها توقيف أسلي واحتجازها، وفي 17 أغسطس 2016 تم احتجازها بشكل كامل كونها عضو في المجلس الاستشاري للصحيفة، وفي 20 أغسطس تم اعتقالها واحتجازها من أجل العرض على المَحكمة.

## روابط خارجية
- أسلي أردوغان على موقع مونزينجر (الألمانية)